# 浪花亭峰吉
浪花亭 峰吉（なにわてい みねきち、1876年1月4日 - 1956年1月12日）は、浪花節語り。
落語家・音曲師の柳家小半治は義理の息子。

## 来歴
本名は田代三吉。東京都深川東森下に生まれ、18歳に大看板の浪花亭駒吉の門を叩いている。
いまの法政大学の前身、和仏法律学校に通学、昼は古賀廉造や磯部四郎に法律を学び、夜は駒吉の出る寄席へ出勤した。そのため、浪曲界きっての博学と言われた。
〽親が裁判官で
その子が泥棒で･･････」
当時一世を風靡した峰吉のこの「強盗士官」の外題附は、扇子をこう竪に持って机の上をトン、トンと突つきながら、飄々と歌い棄てていく。「強盗士官」は伊原青々園の原作で、栗生透を主人公とする。栗生は軍服を着て大磯方面に出没、変装自在の怪賊だった。逮捕されたが、その両親が判明しない。取り調べを尽くしたところ、何とそのときの裁判官が実父であった。実父は俄に腹痛を唱え、この裁判を中止したが、間もなく自殺して相果てた。というのがこの話の概略である。他に得意は、新人の時に尾崎紅葉の「関東五郎」「南無阿弥陀仏」「文流し」などを浪曲化。「若松小僧北海奇聞」や「太閤記」「伊賀水月」「慶安太平記」「宇都宮釣天井」「幡随院長兵衛」以下、百二十、三十種ある。
新講談に転じてからは、司法記者格を許可され、裁判所へ通いつづけて、「トランク事件（山田憲）」「おはつ地蔵」「おはる殺し」「江連力一郎」「甘粕大尉」など、いずれも十五段位ずつ創作している。
さかのぼって1893年（明治26年）に、師匠駒吉が全盛の頃、日本橋の「有楽館」で講談の三代目神田伯山、邑井一、落語の初代談洲楼燕枝、三代目春風亭柳枝と駒吉、初代鼈甲斎虎丸が競演する事になったとき、落語家側が、浪花節との共演を拒んだ。そのときに憤慨した峰吉、木村重勝らが檄を飛ばし、「浪花節は、落語家が出る寄席には今後出演しない」と運動した。浪花節無しでいざ開演すると、初日の客が三十人で、主催者があまりの不入りに泣きを入れ、1894年（明治27年）2月10日、11日の両日、駒吉・虎丸・柳枝・燕枝で侘び興行を行ったということがあった。しかし、この事件は尾を引き、数十年の間、浪花節と講談落語は昵懇の仲とならなかったという。
戦後は行者となって長く生きた。1956年1月12日に80歳で没。墓所は谷中天眼寺墓地で戒名は浪花院満峰至善居士。